# Mancha Blanca
Mancha Blanca ist eine Ortschaft der Gemeinde Tinajo im Inneren der Kanareninsel Lanzarote. In dem östlich des Nationalparks Timanfaya gelegenen Ort leben 760 Einwohner (Stand: 2011).

## Geschichte
Mancha Blanca liegt unmittelbar am Rande der Lavafelder des Nationalparks Timanfaya. Der Ort wäre bei den Vulkanausbrüchen von 1730 bis 1736, und dem bisher letzten großen Ausbruch im Jahre 1824, als die Lava nur wenige Meter vor dem Ort erstarrte, mehrmals von den Lavaströmen fast überrollt worden.
Die Legende besagt, dass sich die Bevölkerung göttlichen Beistand mithilfe der Heiligenstatue Virgin de los Dolores (Jungfrau der Schmerzen) aus der Kirche San Rogue im benachbarten Tinajo holte. Mit ihr zogen sie in einer Prozession dem fließenden Lavastrom entgegen, der dann am 16. April 1736 am Berg Montaña de Guiguan stehenblieb und erstarrte.
Daraufhin versprachen die Bewohner der Gemeinde, der Madonnenfigur ein eigenes Gotteshaus zu errichten, das zunächst in Form einer kleinen Kapelle 1781 fertiggestellt war. Bei dem späteren und bisher letzten Vulkanausbruch im Jahre 1824 rettete die Virgin de los Dolores erneut Mancha Blanca vor den Lavamassen – so die Interpretation der Gläubigen. Die heutige Wallfahrtskirche, die Nuestra Señora de los Dolores, wurde 1862 endgültig für die Virgin de Los Dolores (Schutzpatronin von Lanzarote) errichtet.
Zum Dank der Rettung Mancha Blancas wird die Madonnenstatue jedes Jahr am 15. September in einer feierlichen Prozession von Tinajo zur Wallfahrtskirche in Mancha Blanca Ort getragen und ein großes Fest gefeiert. Dazu findet die Ofrenda a la Virgen, die Opfergabe an die Heilige statt.
Im Rahmen dieser Feierlichkeiten wird seit 1989 jährlich die Kunsthandwerkermesse Feria Insular de Artesania de Mancha Blanca veranstaltet, auf der Kunsthandwerk aller Kanarischen Inseln angeboten wird.

## Wanderwege

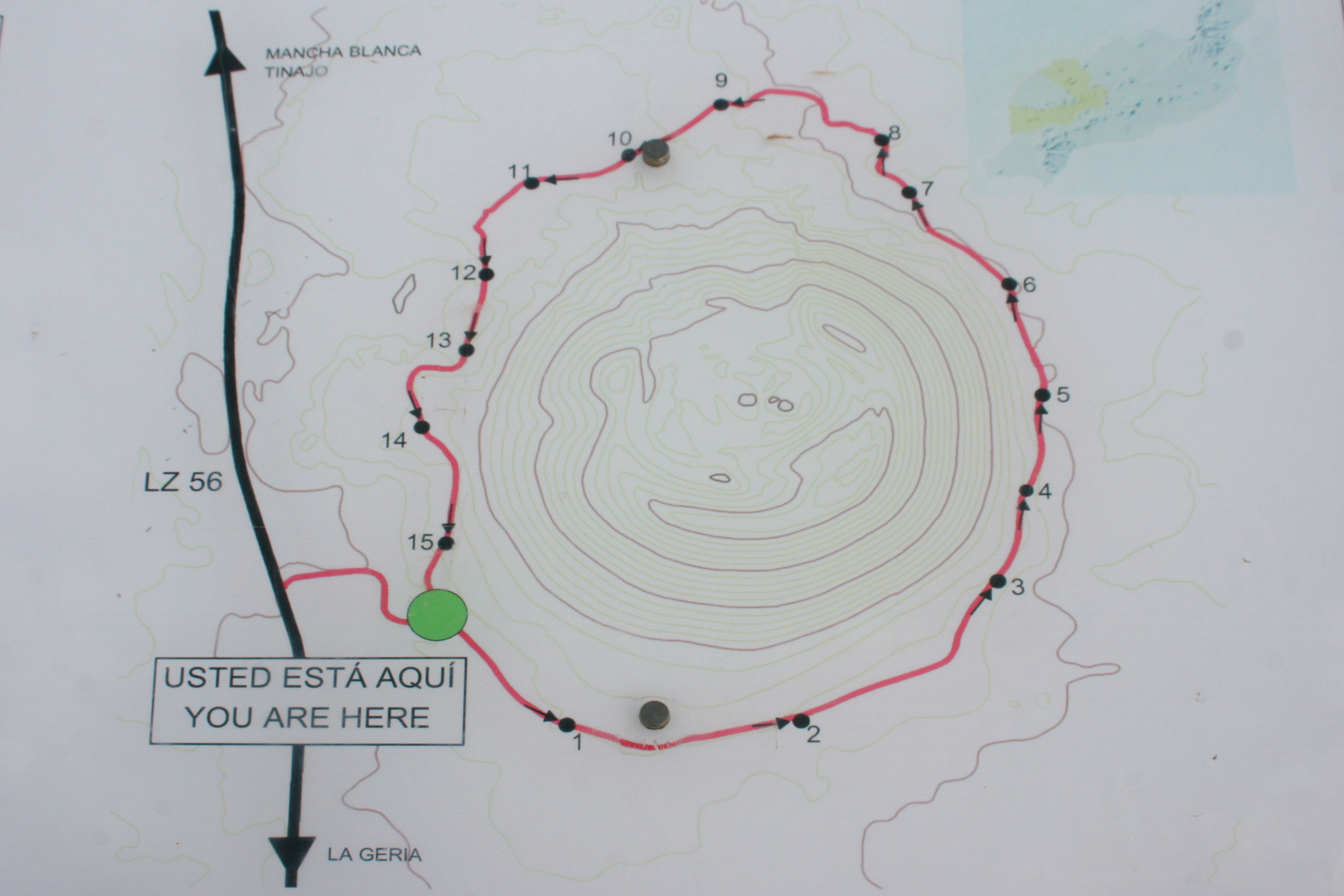
Karte des vulkanischen Lehrpfads um die Montaña Colorada

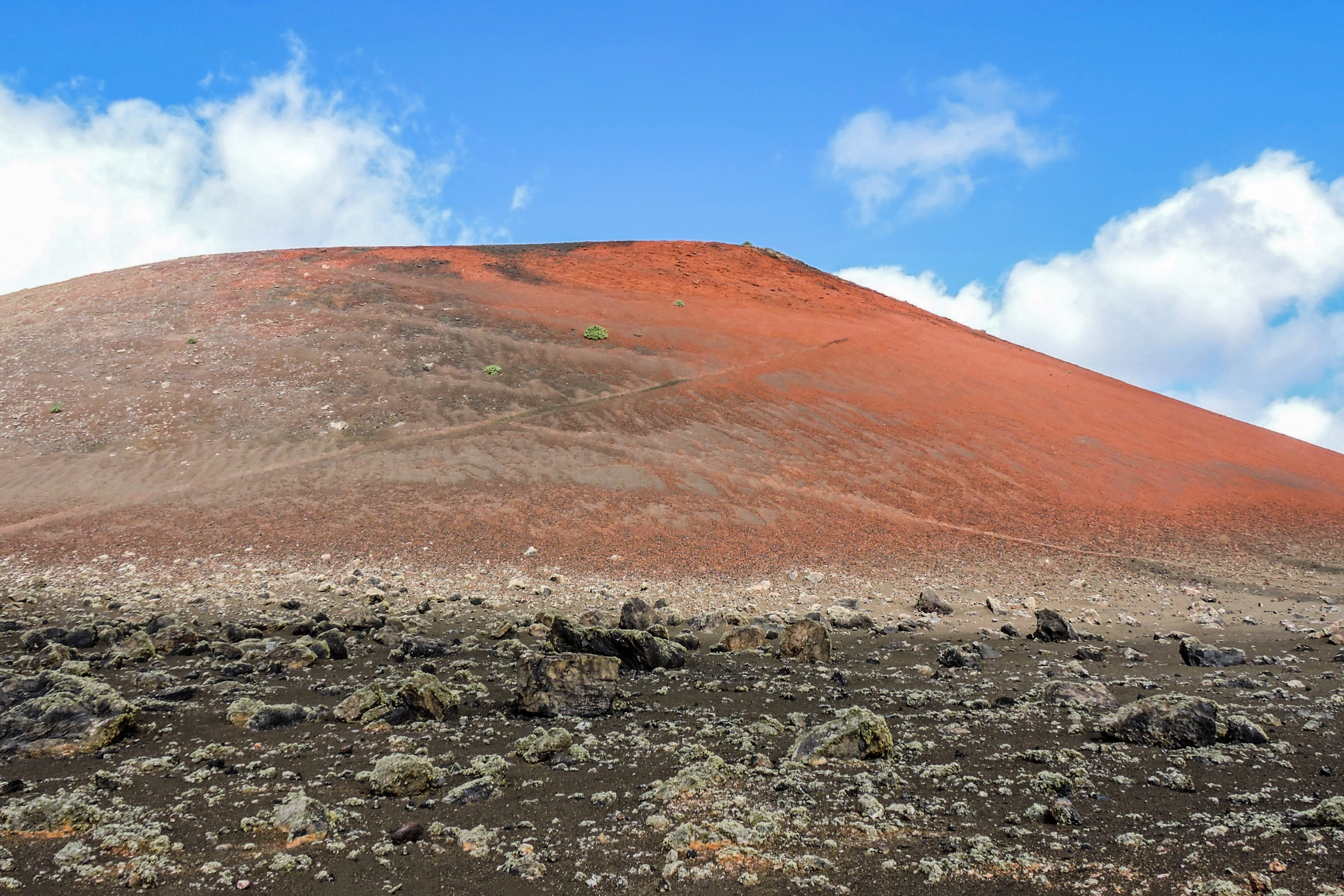
Montaña Colorada

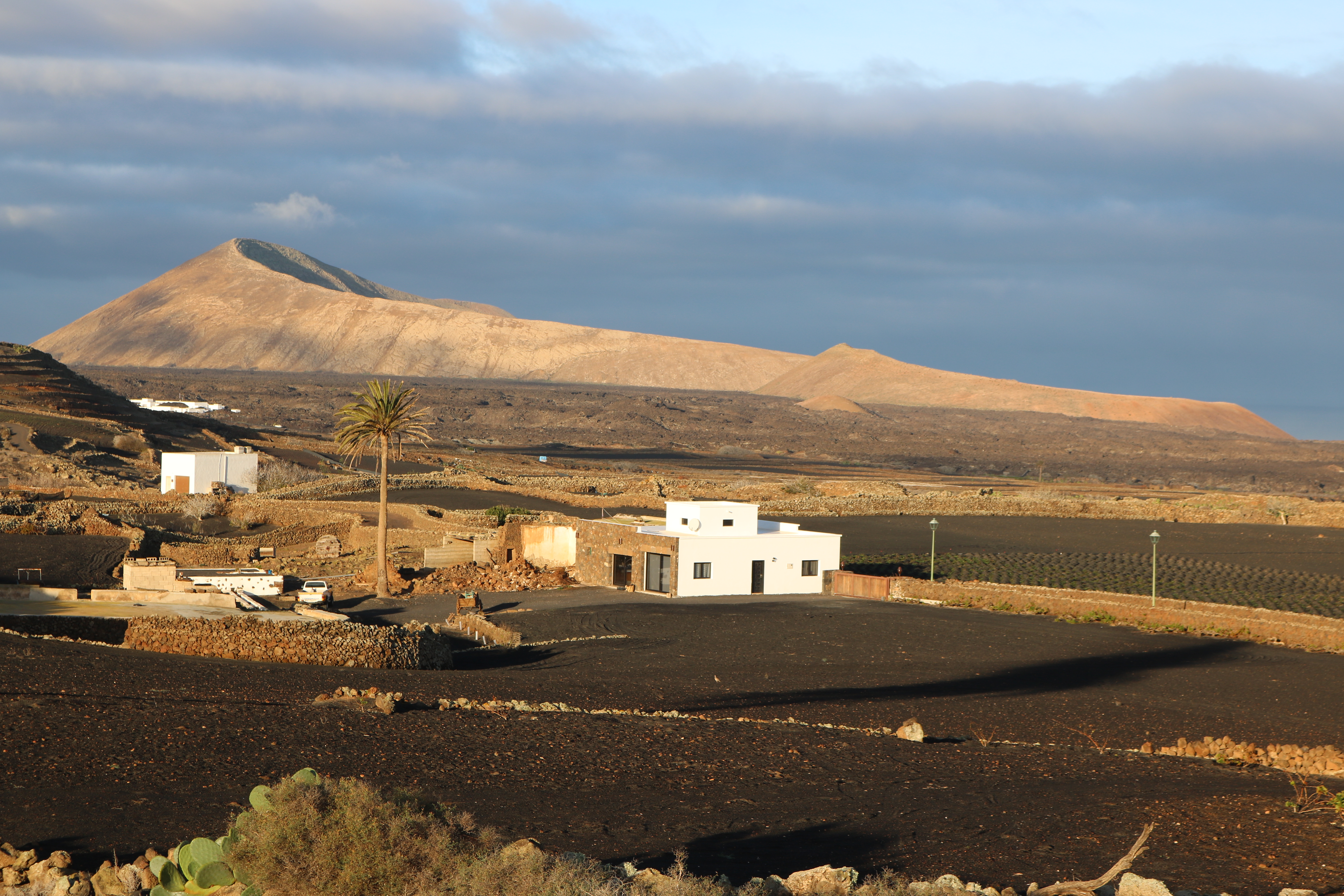
Caldera Blanca

Wanderer finden südlich von Mancha Blanca im Parque Natural de los Volcanes (deutsch Naturpark der Vulkane) ein attraktives Wegenetz vor. Einer der Hauptanziehungspunkte ist die rostrot eingefärbte Montaña Colorada. Für die Umrundung des Kraters auf einem vulkanologischen Lehrpfad ist etwa eine Gehstunde einzuplanen. Der Aufstieg zum Kraterrand ist nicht gestattet.
Westlich von der Montaña Colorada kann zur Montaña de los Rodeos und auf den Grat der Caldera de la Rilla aufgestiegen werden.
Weitere mitunter sehr stark besuchte Wanderziele nahe Mancha Blanca sind die Caldera Blanca und die Caldera de los Cuervos.